# Friede auf Erden (Schönberg)
Friede auf Erden op. 13 ist ein Chorwerk von Arnold Schönberg, das ein Gedicht von Conrad Ferdinand Meyer vertont. Es ist sein letztes tonales Stück. Nach Wunsch des Komponisten ist das Werk a cappella aufzuführen. Da es aber als anspruchsvoll gilt und bereits die ersten Proben unter Schwierigkeiten litten, existiert eine Orchesterbegleitung, die Schönberg lediglich für die Uraufführung 1911 vorsah und nicht als Teil des Werkes, sondern nur als reine Stütze zur Sicherung der Intonation betrachtete.
Später, in einem Brief von 1923, bezeichnete Schönberg sein Werk als „eine Illusion für gemischten Chor“ – eine Illusion insofern, als er „diese reine Harmonie unter Menschen“ zur Zeit des Entstehens für denkbar hielt. Eine Aufführung dauert rund 8 bis 10 Minuten.

## Entstehung
Laut Egon Wellesz komponierte Schönberg das Stück für einen Wettbewerb, was sich allerdings nicht verifizieren lässt. Wann genau er mit den Kompositionsarbeiten begann, ist nicht mehr zu rekonstruieren. Es liegen Entwürfe im III. Skizzenbuch vor, die zwischen dem 14. August 1906 und dem 9. März 1907 eingetragen wurden. Letzteres Datum ist zugleich jenes der Niederschrift des Chorsatzes. Im Jahr 1908 wurde Friede auf Erden im Wiener Singverein unter Franz Schalk geprobt. Für diesen Zweck fertigte Anton Webern einen Klavierauszug an. Dennoch erwies sich das Werk als zu schwer, so dass die Probenarbeit abgebrochen wurde.
Gegen Anfang des Jahres 1911 startete Franz Schreker mit seinem Philharmonischen Chor einen erneuten Anlauf; dabei bat er Schönberg zur Unterstützung der Proben um einen Streichorchestersatz. Dieser lag im September 1911 noch nicht vor, sodass Schreker einen Erinnerungsbrief an Schönberg schickte und auch einen Satz für volles Orchester in Erwägung zog. Diesen vollendete Schönberg am 6. Oktober 1911 in Berlin. Mitwirkende der Uraufführung am 9. Dezember 1911 im Großen Musikvereinssaal waren neben dem Philharmonischen Chor auch der Männerchor des Wiener Lehrergesangvereins und das Wiener Tonkünstler-Orchester. Das Orchester war hierbei sehr stark abgedämpft worden.

## Inhalt
Das ursprüngliche Gedicht von Conrad Ferdinand Meyer erschien 1886 erstmals in der Weihnachtsausgabe von Schorers Familienblatt. Er schenkte es 1891 der späteren Friedensnobelpreisträgerin Bertha von Suttner, die es schließlich 1892 – durch Meyer ebenfalls autorisiert – auf die Titelseite der Erstausgabe ihrer Zeitschrift Die Waffen nieder! setzte. Es bleibt unklar, auf welche Weise Schönberg von diesem Text erfuhr. Möglicherweise schätzte er den hoffnungsvollen Grundton des Gedichts.
In der ersten Strophe wird die Weihnachtsgeschichte und insbesondere der dortige Frieden verheißende Gesang der Engel nach Lk 2,14  aufgegriffen. Die zweite Strophe kontrastiert diese Friedenslosung mit den blutigen Taten, die sich im Laufe der Zeit ereignet haben, auch wenn der Engelsruf wiederholt zu Weihnachten „dringlich flehend, leis verklagend“ vorgetragen wurde. In der dritten Strophe erinnert Meyer an den fortbestehenden Glauben, dass der Krieg nicht auf ewig die Herrschaft übernehmen könne: Etwas wie Gerechtigkeit wirke auch während des grauenvollen Kriegsgeschehens. Die letzte Strophe verweist auf die Hoffnung einer Zukunft, in der sich der Frieden aus eigener Kraft durchsetzt.
Der Text der Vorlage lautet wie folgt:
| Da die Hirten ihre Herde Ließen und des Engels Worte Trugen durch die niedre Pforte Zu der Mutter und dem Kind, Fuhr das himmlische Gesind Fort im Sternenraum zu singen, Fuhr der Himmel fort zu klingen: „Friede, Friede! auf der Erde!“ Seit die Engel so geraten, O wie viele blut’ge Thaten Hat der Streit auf wildem Pferde, Der geharnischte, vollbracht! In wie mancher heil’gen Nacht Sang der Chor der Geister zagend, Dringlich flehend, leis verklagend: „Friede, Friede … auf der Erde!“ | Doch es ist ein ew’ger Glaube, Daß der Schwache nicht zum Raube Jeder frechen Mordgebärde Werde fallen allezeit: Etwas wie Gerechtigkeit Webt und wirkt in Mord und Grauen Und ein Reich will sich erbauen, Das den Frieden sucht der Erde. Mählich wird es sich gestalten, Seines heil’gen Amtes walten, Waffen schmieden ohne Fährde, Flammenschwerter für das Recht, Und ein königlich Geschlecht Wird erblühn mit starken Söhnen, Dessen helle Tuben dröhnen: Friede, Friede auf der Erde! |

## Musik
In Friede auf Erden wendet Schönberg, anders als in seinen nachfolgenden Werken, letztmals einen überwiegend tonalen Stil an, wenngleich er mit seiner Harmonik hier an die Grenzbereiche zur Atonalität vorstößt. Das Chorstück greift den im Gedicht auftretenden Kontrast zwischen erhofftem Frieden und tatsächlichem Unfrieden auf und deutet ihn musikalisch durch die Gegenüberstellung von konsonantem und dissonantem Material, von Dur- und Moll-Tonalität, von homophonem und polyphonem Satz sowie durch abwechslungsreiche Rhythmik. Auch an anderen Stellen orientiert sich Schönberg in seiner Komposition stark an Struktur und Inhalt des Textes.
Die erste Strophe des Textes wird durch zwei kontrastierende Teile gestaltet: Der beginnende d-Moll-Teil repräsentiert die teils brutale Realität, der längere, anschließende D-Dur-Teil kennzeichnet die ideale, hoffnungsreiche Friedensvorstellung. Diese Aufteilung wird auch auf die übrigen drei Textstrophen angewandt, wobei die ersten anderthalb Strophen sich wiederum als Moll, die anderen als Dur deuten lassen. Mit einem überlappenden Übergang zur zweiten Strophe erfolgt nun der Rückblick auf die Geschichte: Diese wird „etwas bewegter“ und zunehmend auch in Achtelschritten vorgetragen, beim Verweis auf die blutigen Taten wird ein Motiv nahezu zwölftönig enggeführt, so dass ein stark dissonanter Eindruck entsteht. Das folgende Kriegsmotiv weicht ins ferne Ges-Dur bzw. b-Moll aus und lässt die Strophe schließlich auf einem Cis-Septakkord enden.
Nach einer Generalpause beginnt die dritte Strophe „kräftig“: Im Folgenden symbolisieren die Frauenstimmen den idealisierten, ewigen Glauben, während die Männerstimmen durch den Rückgriff auf das Kriegsmotiv einen harmonischen Gegensatz bilden. Beim Verweis auf die Gerechtigkeit wird das Engelssingen aus der ersten Strophe wiederverwertet. Die abschließende vierte und zugleich längste Strophe vereint nun Material aus allen bisherigen Strophen im achtstimmigen polyphonen Chorsatz, der verschiedentlich gesteigert und variiert wird. Den Abschluss bildet eine Ausrichtung auf die Worte Friede und Erde, bevor das Stück in strahlendem D-Dur endet.

## Rezeption
Die Uraufführung des Chorwerks 1911 war laut Schreker ein unbestrittener Erfolg. Dennoch vergingen ein paar Jahrzehnte, bis sich das Stück ansatzweise etablieren konnte; gerade die technischen Schwierigkeiten und die seinerzeit als abschreckend empfundene Harmonik mögen ein Grund dafür gewesen sein. Heute ist Friede auf Erden im Repertoire verschiedener Kammerchöre und Vokalensembles zu finden und wird häufig a cappella vorgetragen. Einspielungen existieren etwa vom Heinrich-Schütz-Ensemble Vornbach, vom Chor Tenebrae oder vom Nederlands Kamerkoor. Aus Anlass des Weltfriedenstags 2019 veröffentlichte der WDR Rundfunkchor Köln ein Musikvideo unter der Regie von Martina Pfaff.